# Jan Kopiec

Bischofswappen von Jan Kopiec

Jan Kopiec (* 18. Dezember 1947 in Zabrze, Woiwodschaft Schlesien) ist ein polnischer Geistlicher und emeritierter römisch-katholischer Bischof von Gliwice.

## Leben
Jan Kopiec studierte Theologie und Philosophie am Priesterseminar in Nysa (Neisse). Am 30. April 1972 empfing er das Sakrament der Priesterweihe durch den Bischof von Oppeln, Franciszek Jop. Anschließend studierte er an der Katholischen Universität Lublin Kirchengeschichte. Er unterrichtete am Priesterseminar und war dessen Vize-Rektor. 1985 studierte er an der Vatikanischen Schule für Paläografie, Diplomatik und Archivkunde.
Am 4. Dezember 1992 ernannte ihn Papst Johannes Paul II. zum Titularbischof von Cemerinianus und bestellte ihn zum Weihbischof in Oppeln. Die Bischofsweihe spendete ihm am 6. Januar 1993 Papst Johannes Paul II. persönlich; Mitkonsekratoren waren die Kurienerzbischöfe Giovanni Battista Re und Justin Francis Rigali. 2004 wurde er mit dem Ehrenring der Görres-Gesellschaft geehrt.
Am 29. Dezember 2011 ernannte ihn Papst Benedikt XVI. zum Bischof von Gliwice.
Kopiec war Mitglied der Kontaktgruppe, die die Polnische zur Deutschen Bischofskonferenz unterhält.
Am 28. Januar 2023 nahm Papst Franziskus seinen altersbedingten Rücktritt an.